# Nguyễn Quốc Hùng (doanh nhân)
Nguyễn Quốc Hùng (Hung Q. Nguyen), là Chủ tịch kiêm Giám đốc điều hành Tập đoàn LogiGear Hoa Kỳ, là đồng tác giả của một số cuốn sách chuyên ngành kiểm thử phần mềm cùng với Cem Kaner, Michael Hackett, v.v...
Được xem là một trong những tiên phong trong ngành kiểm thử phần mềm. Trong những năm qua, ông được mời làm diễn giả tại nhiều hội nghị lớn trên thế giới về ngành kiểm thử phần mềm như: StarWest 2000 , Pacific Northwest Software Quality Conference 2001 , StarEast , CAST 2006, STPCON 2009 , QA & TEST Conference 2009 , và gần đây nhất là hội nghị VISTACON 2013.
Ngoài ra ông còn là thành viên của ban nhạc SFBayJazz Hoa Kỳ với vai trò ca sĩ kiêm nhạc công ghi-ta. Ban nhạc đã từng lưu diễn từ thiện tại Việt Nam vào năm 2005.
Ông là một người Mỹ gốc Việt. Năm 2005 ông thành lập công ty gia công chuyên về kiểm thử phần mềm tại Việt Nam tên LTRC (Lưỡng Toàn Rạng Công) hay còn gọi là LogiGear Việt Nam. Năm 2010, ông cũng là người mai mối làm trung gian để tập đoàn dầu khí Halliburton tài trợ 1.890 bản quyền phần mềm dầu khí Landmark trị giá 60 triệu USD cho Trường Đại học Bách khoa, Đại học Quốc gia Thành phố Hồ Chí Minh 
Năm 2012, ông được đánh giá là một trong 300 CEO doanh nghiệp tư nhân hàng đầu của Mỹ.

## Học vấn
- Tốt nghiệp Cử nhân khoa học ngành Quản lý chất lượng, Đại học Cogswell Polytechnical Hoàn tất chương trình Điều hành kinh doanh cấp cao Đại học Standford
- Được bằng chứng nhận là Kỹ sư chuyên nghiệp kiểm nghiệm chất lượng của American Society for Quality
- Thành viên của Hội đồng tư vấn cho khoa Hệ thống thông tin và máy tính ứng dụng tại Đại học Berkeley.

## Xuất bản

### Sách
- Kiểm thử phần mềm tự động hóa theo xu hướng toàn cầu (Global Software Test Automation): Thảo luận về Kiểm thử Phần mềm dành cho cấp lãnh đạo, Nhà xuất bản Happy About ngày 01/08/2006 - Tác giả: Hùng Nguyễn, Michael Hackett và Whitlock
- Testing Computer Software, tái bản lần 2 (12/04/1999), Nhà xuất bản Wiley, Được trao giải xuất sắc của tổ chức truyền thông, trong cuộc thi ấn bản kỹ thuật Bắc California - Tác giả: Cem Kaner, Jack Falk và Hùng Quốc Nguyễn
- Kiểm thử các ứng dụng web (Testing Applications on the Web), Xuất bản lần đầu tiên vào ngày 16/10/2000, Nhà xuất bản Wiley - Tác Giả: Hùng Q. Nguyễn
- Kiểm thử các ứng dụng web (Testing Applications on the Web), tái bản lần 2 ngày 16 tháng 5 năm 2003, Nhà xuất bản Wiley - Tác giả: Hùng Quốc Nguyễn, Bob Johnson and Michael Hackett.

### Bài phát biểu
Xem mục tài liệu tham khảo, các hội nghị quốc tế về kiểm thử phần mềm ông Hùng đã tham gia